# Leiocephalus herminieri
Leiocephalus herminieri (мартиніцька ігуана-крутихвіст) — вимерлий вид ігуаноподібних ящірок родини Leiocephalidae, що був ендеміком Мартиніки. Вид названий на честь французького натураліста Фелікса Луї Л'Ерміньє.

## Поширення і екологія
Мартиніцькі ігуани-крутихвости раніше жили на узбережжі острова Мартиніка, однак вимерли до кінця XIX століття. Востаннє вид спостерігався у 1830-х роках.